# سهام موسى حمود جبر
سهام موسى حمود جبر هي سياسية عراقية من مواليد عام 1983، حاصلة على شهادة البكالوريوس. شغلت منصب عضو في مجلس النواب العراقي عن محافظة القادسية في دورته الثالثة (2014-2018). فازت في الانتخابات التشريعية العراقية لعام 2018 بعدد اصوات بلغ 6,885 صوت.